# Relation entre génomique, transcriptomique et protéomique
Pour des articles plus généraux, voir génomique, protéomique et transcriptomique.
Il existe des points communs entre la génomique, la transcriptomique et la protéomique. Mais elles se distinguent sur de nombreux points. Au niveau sémantique le terme génomique peut signifier l'étude de l'ensemble des gènes ou l'étude du fonctionnement du génome dans son ensemble. La seconde définition inclut la première ainsi que transcriptomique et protéomique. Cet article traite des relations entre la génomique comme science des gènes, la transcriptomique comme science des ARN messagers transcrits et la protéomique science des protéines.

## Points communs
- Étudier le fonctionnement moléculaire d'un organisme dans son ensemble, l'ensemble des gènes, ou l'ensemble des ARN messagers ou des protéines.
- Les techniques de transcriptomique sont très proches des techniques de génomique. En fait, la première étape de la transcriptomique consiste à réaliser une transcription inverse pour produire une molécule d'ADN complémentaire à l'ARN étudié. Les techniques d'identification, d'amplification, de clonage et d'expression sont ensuite identiques.

- Ces trois disciplines sont apparues à la suite des progrès techniques en biologie, comme les machines à séquencer, les robots de pipetages, les machines PCR 384 puits, etc.

## Différences
- Malgré les ressemblances qui existent entre les techniques de génomiques et transcriptomiques, le sujet d'étude est différent.

1. Le génome est principalement fixé dans le temps, dans les différents tissus (sauf modifications épigénétiques) et spécifique d'un individu/organisme. Le transcriptome varie en fonction du temps, du tissu ou type cellulaire, de l'environnement.
2. Le génome est constitué de chromosomes peu nombreux et de grande taille, formés eux-mêmes d'ADN. Le transcriptome est formé de fragments d'ARN de petite taille, très nombreux, et très hétérogènes.